# Vrigne-aux-Bois
Vrigne-aux-Bois é uma comuna francesa na região administrativa de Grande Leste, no departamento das Ardenas. Estende-se por uma área de 8,04 km². Em 2010 a comuna tinha 3 676 habitantes (densidade: 457,2 hab./km²). Em 1 de janeiro de 2017, a antiga comuna de Bosseval-et-Briancourt foi fundida com Vrigne-aux-Bois.